# Гавань (Забайкальский край)
Га́вань — село в Кыринском районе Забайкальского края России. Административный центр и единственный населённый пункт сельского поселения «Гаваньское».

## География
Село находится в южной части района, вблизи границы с Монголией, на берегах реки Дунда-Хонгорун (приток реки Кыра), на расстоянии примерно 18 км (по прямой) к юго-востоку от села Кыра, административного центра района. Абсолютная высота — 879 м над уровнем моря.
Климат
Климат характеризуется как резко континентальный, с продолжительной холодной зимой и относительно жарким и влажным летом. Средняя температура самого тёплого месяца (июля) составляет 12 — 18 °С. Средняя температура самого холодного месяца (января) — −22 — −24 °С Годовое количество осадков — около 350 мм.
Часовой пояс
Село Гавань находится в часовой зоне МСК+6. Смещение применяемого времени относительно UTC составляет +9:00.

## Население
| 1989 | 2002 | 2010 | 2012 | 2013 | 2014 | 2015 |
| ---- | ---- | ---- | ---- | ---- | ---- | ---- |
| 640  | ↘565 | ↘358 | ↘344 | ↗345 | ↘344 | ↘343 |
| 2016 | 2017 | 2018 | 2019 | 2020 | 2021 |      |
| ↘333 | ↘320 | ↘308 | ↘304 | ↘303 | ↘172 |      |

Половой состав
По данным Всероссийской переписи населения 2010 года, в гендерной структуре населения мужчины составляли 45 %, женщины — соответственно 55 %.
Национальный состав
Согласно результатам переписи 2002 года, в национальной структуре населения русские составляли 98 % из 565 чел.

## Инфраструктура
В селе функционируют основная общеобразовательная школа, библиотека и фельдшерский пункт.

## Улицы
| - ул. Клубная, - ул. Ленина, - ул. Набережная, - ул. Нагорная, | - ул. Новая, - ул. Советская, - ул. Центральная, - ул. Школьная. |